# 蒙特拉皮亚诺
蒙特拉皮亚诺（義大利語：Montelapiano）是意大利阿布鲁佐大区基耶蒂省的一个市镇。总面积8平方公里，人口81人，人口密度10.1人/平方公里（2009年）。ISTAT代码为069053。